# 추성건
추성건(秋性建, 1970년 8월 5일 ~ )은 KBO 리그 전 OB 베어스, 두산 베어스, SK 와이번스의 내야수이자, 현재는 자양중학교 야구부 감독이다.

## 선수 시절
1993년 OB 베어스의 1차 지명을 받아 입단했다. 선수 시절 등번호는 40번, 3번이다.
한편, OB 베어스 선수단 집단 이탈 사건의 주동자로 낙인찍힌 이유 탓인지 구단으로부터 미움을 샀으며 급기야 1998년 입단한 타이론 우즈에게도 밀려 설 자리를 잃게 되자 1999년 시즌 후 두산(전신 OB 포함)에서 방출됐다. 같은 시기 롯데-현대에서 각각 자유계약선수로 풀린 손동일, 손차훈, 1998년 시즌 후 한화에서 방출된 뒤 한때 야구를 포기하기도 했던 길배진과 함께 쌍방울로 이적했다가. 쌍방울이 2000년 1월 해체된 후 그 주축 선수들을 필두로 창단된 신생 팀 SK 와이번스로 이적하여 2001년까지 활동하고 은퇴했다.

## 출신학교
- 서울대도초등학교
- 서울영동중학교
- 서울고등학교
- 건국대학교